# 不願面對的真相2
《不願面對的真相2》（英語：An Inconvenient Sequel: Truth to Power）是一部於2017年上映的美國紀錄片，由邦尼·科恩與瓊·申克執導。該片為2006年電影《不願面對的真相》的續集。電影記錄美國前副總統艾爾·高爾努力勸說各國政府領導人投資可再生能源，最終促使了2016年巴黎協議通過的事蹟。

## 發行
電影原本计劃于2016年发行，但因唐納·川普11月9日当选美国总統，翌年1月上任后大幅修正前朝巴拉克·奧巴马政府的能源及环保政策，电影新增了部分內容，並延於2017年7月28日正式在美國發行。

## 評價
爛蕃茄上收集的27篇專業影評文章中，有20篇給出了「新鮮」的正面評價，「新鮮度」為74%，平均得分6.3分（滿分10分），而基於另一影評網站Metacritic上的11篇評論文章，其中8篇予以好評，無差評，3篇褒貶不一，平均分為66（滿分100），綜合結果為「普遍良好的評價」。

## 外部連結
- 官方网站
- 互联网电影数据库（IMDb）上《不願面對的真相2》的资料（英文）